# Stația Mirnîi

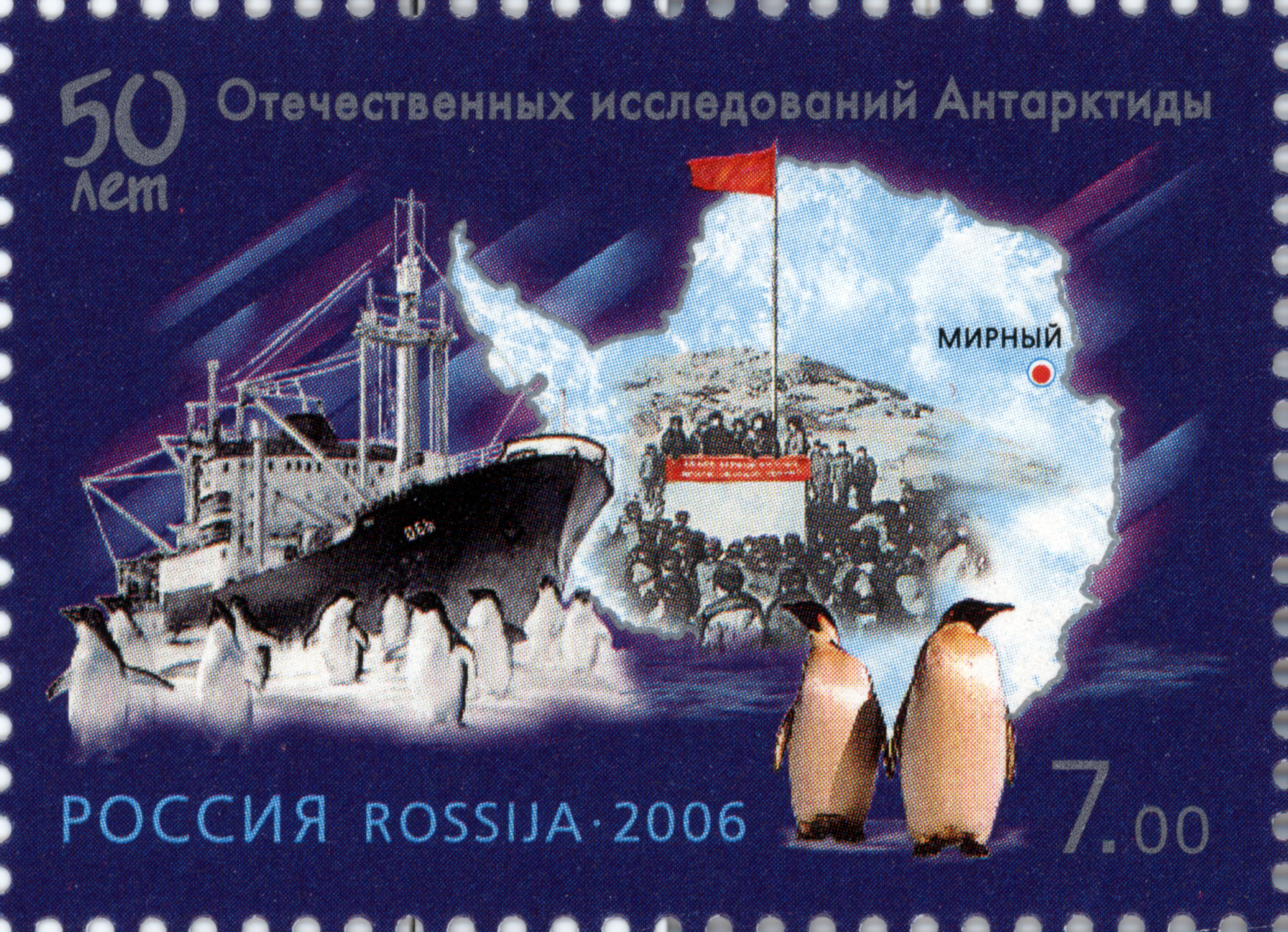
Timbru ce reprezintă Stația Mirnîi

Stația Mirnîi (în limba rusă: Мирный, adică literalmente „pașnic”) este o stație de cercetare rusească (fostă sovietică) în Antarctida, situată pe coasta Antarctidei a Mării Davis pe malul Pravdî⁠(d), pe Pământul Reginei Mary⁠(d) în Zona Antarctică Australiană. A fost numită în cinstea navei de expediție Mirnîi⁠(d).

## Istoria
Stația a fost deschisă la 13 februarie 1956 de către „Prima Expediție Sovietică Antarctică”. Este folosită ca principala bază pentru Stația Vostok care este situată la 1.400 km de coastă. În timpul verii, aceasta găzduiește până la 169 de persoane în 30 de clădiri, iar iarna aproximativ 60 de oameni de știință și tehnicieni.
Principalele domenii de cercetare sunt: glaciologia, seismologia, meteorologia, observarea luminii polare, radiația cosmică și biologia marină.

## Clima
Temperatura medie la locație este de –11 ° C, și, mai mult de 200 de zile pe an, vântul este mai puternic de 15 m/s, cu cicloane ocazionale.